# Латышево (Псковский район)
Латышево — деревня в Ядровской волости Псковского района Псковской области.
Расположена на побережье реки Великая, в 23 км к юго-западу от южной границы Пскова и деревни Черёха.
Численность населения деревни по состоянию на 2000 год составляла 11 жителей.